# Pauli Arbarei
Pauli Arbarei (sardinski: Paùli Arbarèi) je grad i općina (comune) u pokrajini Južnoj Sardiniji u regiji Sardiniji, Italija. Nalazi se na nadmorskoj visini od 140 metara i ima 616 stanovnika.
 Prostire se na 15,14 km². Gustoća naseljenosti je 41 st/km².
Susjedne općine su: Las Plassas, Lunamatrona, Siddi, Tuili, Turri, Ussaramanna i Villamar.